# Algirdas

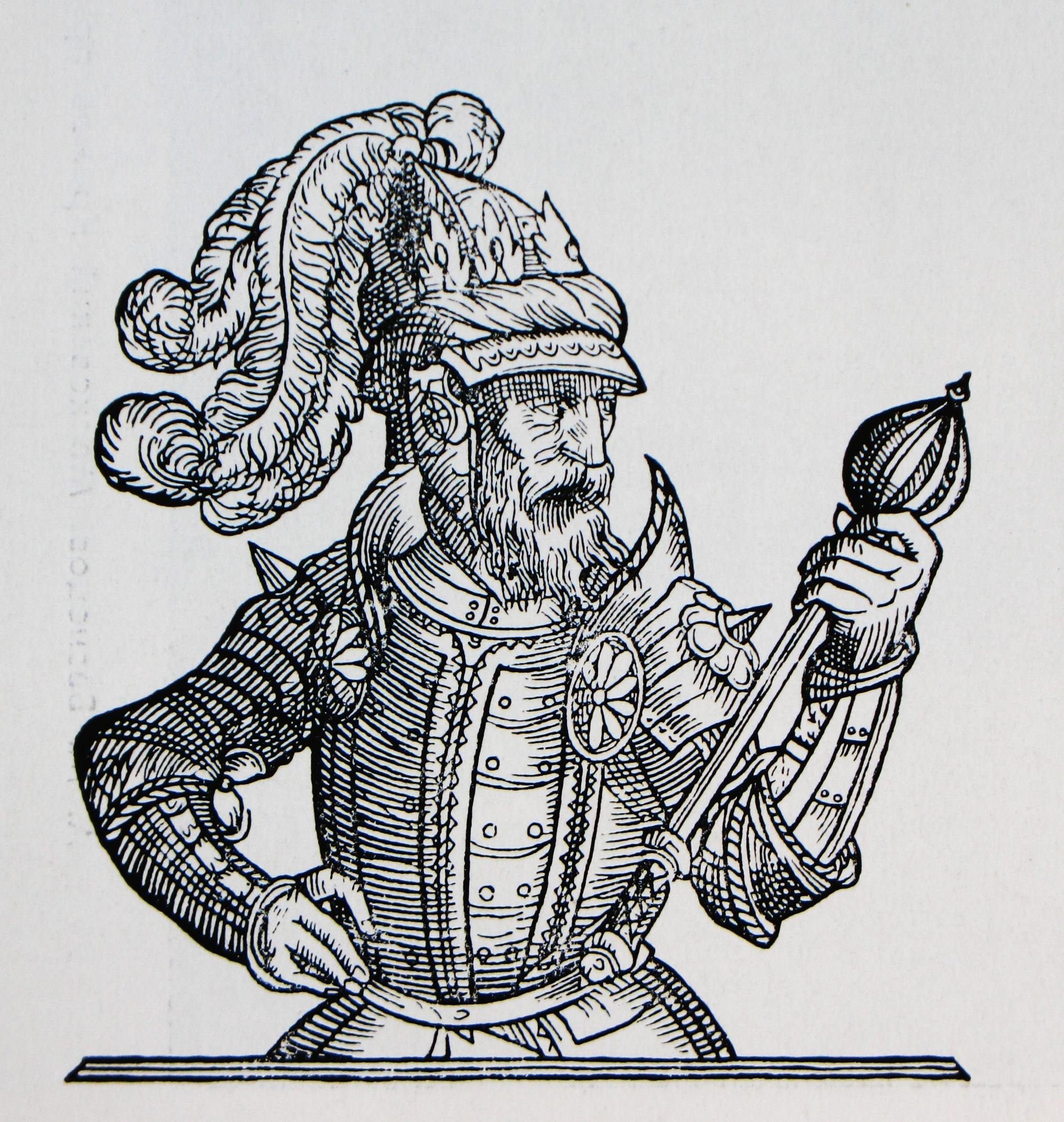
Algirdas, Gran duc de Lituània

Segell de Olgierd (Algirdas). 1366

Algirdas (també Olgierd o Olgerdo) (1296 - maig de 1377) va ser el príncep de Kreva i Vítebsk, a més a més de gran duc de Lituània.

## Biografia
Era un dels set fills de Gediminas. Amb l'ajut del seu germà Kęstutis príncep de Samogítia, Algirdas va unificar els territoris del Gran Ducat de Lituània i va fer la guerra per expandir el seu regne, arribant a ésser un dels més vasts estats europeus del seu temps. L'any 1345 després d'apoderar-se de Vílnius, Algirdas es va tornar el gran duc de Lituània.
Posteriorment va annexar la major part dels territoris ucraïnesos. A primer lloc al voltant de 1355, va conquerir els principats de Xernihiv i Nóvgorod-Seversk que pertanyien a l'Horda d'Or. El 1363 va derrotar l'exèrcit tàrtar i es va apropiar de Kíev, poc després va agregar als seus dominis les terres del que avui són Pereiàslav i Podòlia.
Algirdas va emprendre una guerra triomfal en contra del rei Casimir III de Polònia a Volínia, també va ocupar el principat de Smolensk i va augmentar la seva influència sobre Pskov i Nóvgorod. Algirdas va liderar les campanyes contra Moscou en 1368, 1370 i 1372, ajudant el seu germà Kęstutis a la lluita que mantenia contra l'Orde Teutònic.

## Matrimoni i descendència
Algirdas es va casar primer amb la princesa Maria de Vítebsk, filla del príncep rus de Iaroslavl i l'única hereva del Principat de Vitebsk, que, després de la seva mort, va entrar a l'òrbita de la Gran Ducat de Lituània. Maria va donar a llum cinc fills, tots batejats a la fe ortodoxa: 
- Andréi de Pólotsk (1325 - 12 d'agost 1399), duc de Polotsk i Príncep de Pskov;
- Dmitri de Briansk (1327 - 12 d'agost 1399), duc de Briansk;
- Constantine (m. abans del 30 d'octubre 1390), Príncep de Czartorysk;
- Vladímir Olgerdovich (d. octubre 1398), Príncep de Kíev, Kopyl, Sluck, avantpassat de les famílies Olelkovich i Belsky;
- Feodor (Teodor; m 1399.), Príncep de Ryl'sk, Ratnie i Bryansk.

El 1350, per concloure una aliança amb el Gran príncip Simeó de Rússia, Algirdas, vidu, es va casar amb la seva germana, Uliana de Tver, filla de Gran Príncipe Alexandre I Tver. Van tenir els següents fills: 
- Jogaila (1351 aprox - 01 de juny 1434) Gran Duc de Lituània i rei de Polònia;
- Skirgaila (1354 aprox - 11 de gener 1397) Duc de Trakai, Kíev i regent de Lituània;
- Dmitri Korybut (d.1350 - després de la 1404) Príncep de Nóvgorod-Seversky;
- Lengvenis (m. d. 19 de juny 1431) Príncep de Mstislavl, regent de Nóvgorod;
- Karigaila (d. 1350 - 1390) [Príncipe | Príncep] de Mstislavl;
- Vygantas (d. 1350 - 28 de juny 1392) Príncep de Kernavė;
- Švitrigaila (1370 ca - 10 de febrer 1452) el Gran Duc de Lituània i príncep de la Volhynia.

Dels seus dos matrimonis van néixer també aquestes filles: 
- Fedora;
- Agripina (m 1393) esposa de Boris, duc de Suzdal;
- Kenna (1350 aprox - 27 d'abril 1368) esposa de Casimir IV, Duc de Pomerània;
- Elena (després de 1350 - 15 de setembre 1438) esposa de Vladimiro del Fat, Príncep de Serpukhov;
- Maria (nascuda després de 1350), princesa de Lituània;
- Wilheida (després de 1350 - després de 04 d'abril 1422), Princesa de Lituània;
- Alexandra de Lituània (després de 1350 - 19 de juny 1434), es va casar amb Siemowit IV de Mazòvia;
- Eduviges (després de 1350 - després de 1407), princesa d'Auschwitz.